# Mánesova (Plzeň)
Mánesova je ulice na Jižním Předměstí v plzeňském městském obvodu Plzeň 3. Spojuje Klatovskou třídu s náměstím Českých bratří a Thámovou ulicí. Pojmenována je podle českého malíře, ilustrátora a grafie Josefa Mánese. Ze západu do Mánesovy ulice vchází ulice: Čermákova, Erbenova, U Svépomocí a Družstevní, z východu ulice Bolzanova. Ulice kříží ulice Zikmunda Wintra, V Bezovce a Hruškova. V úseku od náměstí Českých bratří k ulici V Bezovce vede ulicí trolejbusová trať, odkud dále pokračuje směrem na Borská pole, Borské sídliště a k centrálnímu autobusovému nádraží. Od roku 2012 se plánuje zavést v ulici placené parkování. Magistrát města Plzně vlastní dům č. 16. Roku 2009 vznikla petice Za bezpečnou Mánesovku, která si kladla za cíl zmenšit počet přestupků v ulici. Pod petici se podepsalo 246 občanů. Policie přislíbila četnější hlídky a zavedení kamerového systému. Křižovatka s náměstím Českých bratří a Thámovou ulicí je dějištěm častých dopravních nehod.

## Budovy, firmy a instituce
- 22. mateřská škola[5]
- restaurace